# Wayne Madsen
Wayne Madsen (n. 25 aprilie 1954) este un controversat jurnalist de investigații din Washington D. C., autor și editor care a fost descris de critici ca fiind un teoretician al conspirației și blogger al conspirației minții. El este autorul blogului Raport Wayne Madsen.

## Blogger și jurnalist independent
În 2005, Madsen a devenit blogger și jurnalist independent. El editează în prezent Raportul Wayne Madsen, pe care îl consideră că o continuare a tradiției lăsate de Drew Pearson, celebru "Washington Merry-Go-Round" de Jack Anderson sau I.F. Stone. Scrierile sale au apărut în Miami Herald, Houston Chronicle, Philadelphia Inquirer, Columbus Dispatch, Sacramento Bee și Atlanta Journal-Constitution.
Madsen este un membru al Society of Professional Journalists, Investigative Reporters and Editors (Societății Jurnaliștilor Profesioniști, Reporteri de Investigație și Editori), Association of Former Intelligence Officers (Asociația Foștilor ofițeri de informații) și membru al National Press Club (Clubul Național de Presă (din SUA)). Madsen spune că în 2001 i-a fost refuzat un permis de presă ca jurnalist de internet la prima inaugurarea a președintelui George W. Bush.

## Reportaje și opinii

### Gripa porcină din 2009 este creată de om
În 25 aprilie 2009, Madsen a sugerat că unii oficiali neidentificați de la Organizația Mondială a Sănătății precum și unii oameni de știință credeau că tulpina H1N1 din 2009 a noului virus al gripei porcine pare să fie produsă de programe militare americane.
Virusul mai târziu a fost declarat de către CDC a fi o combinație a patru virusuri diferite: gripă porcină din America de Nord, gripă aviară din America de Nord, gripă umană H1N1 și o tulpină de gripă porcină găsită în Asia și Europa. În timp ce nu se poate exclude faptul că virusul a fost creat într-un laborator de cercetare sau fabrică de vaccinuri, o altă explicație este că virusul este, conform unei predicții pe termen lung, rezultatul tehnicilor agricole moderne. Revista New Scientist a citat exemplul unei pandemii de gripă H1N2 în anii 1990 care a afectat numai porcii din Regatul Unit. Acest subtip de H1N2 a fost de asemenea, o rearanjarea ne-naturală (mixare) de tulpini porcine, aviare și umane.

### Controversa originii lui Obama
Pe 9 iunie 2008 el a relatat că a fost găsit un certificat de naștere din Kenya al lui Barack Obama, Jr. datat 4 august 1961. Cu toate acestea, înregistrarea este o practică comună în țările africane ai căror cetățeni au familii cu străini. Acest certificat de naștere a fost o piatra de temelie a Nașterii în Kenya (Kenyan Born) o parte din teoriile conspirației privind eligibilitatea lui Obama de a fi președinte al Statelor Unite.

### Controlul israelian asupra CNN
El afirmă că în prezent membrii AIPAC și ai Mossadului israelian conduc rețeaua de televiziune CNN și îndeamnă pe cititorii săi să boicoteze CNN și agențiile sale de publicitate până când sunt concediați. El a început un proiect care se opune Israelului văzut ca o amenințare la adresa păcii mondiale.

### Dâra misterioasă din Los Angeles
Wayne Madsen presupune că obiectul necunoscut descoperit de un elicopter al televiziunii KCBS în seara zilei de 8 noiembrie 2010, pe cerul din apropierea orașului Los Angeles ar fi dâra lăsată de o rachetă balistică lansată de un submarin nuclear chinez din clasa Jin.